# 1908 în artă
← 1905 în artă — 1906 în artă — 1907 în artă ——  1908 în artă  —— 1909 în artă — 1910 în artă — 1911 în artă →
1908 în artă implică o serie de evenimente:

## Evenimente

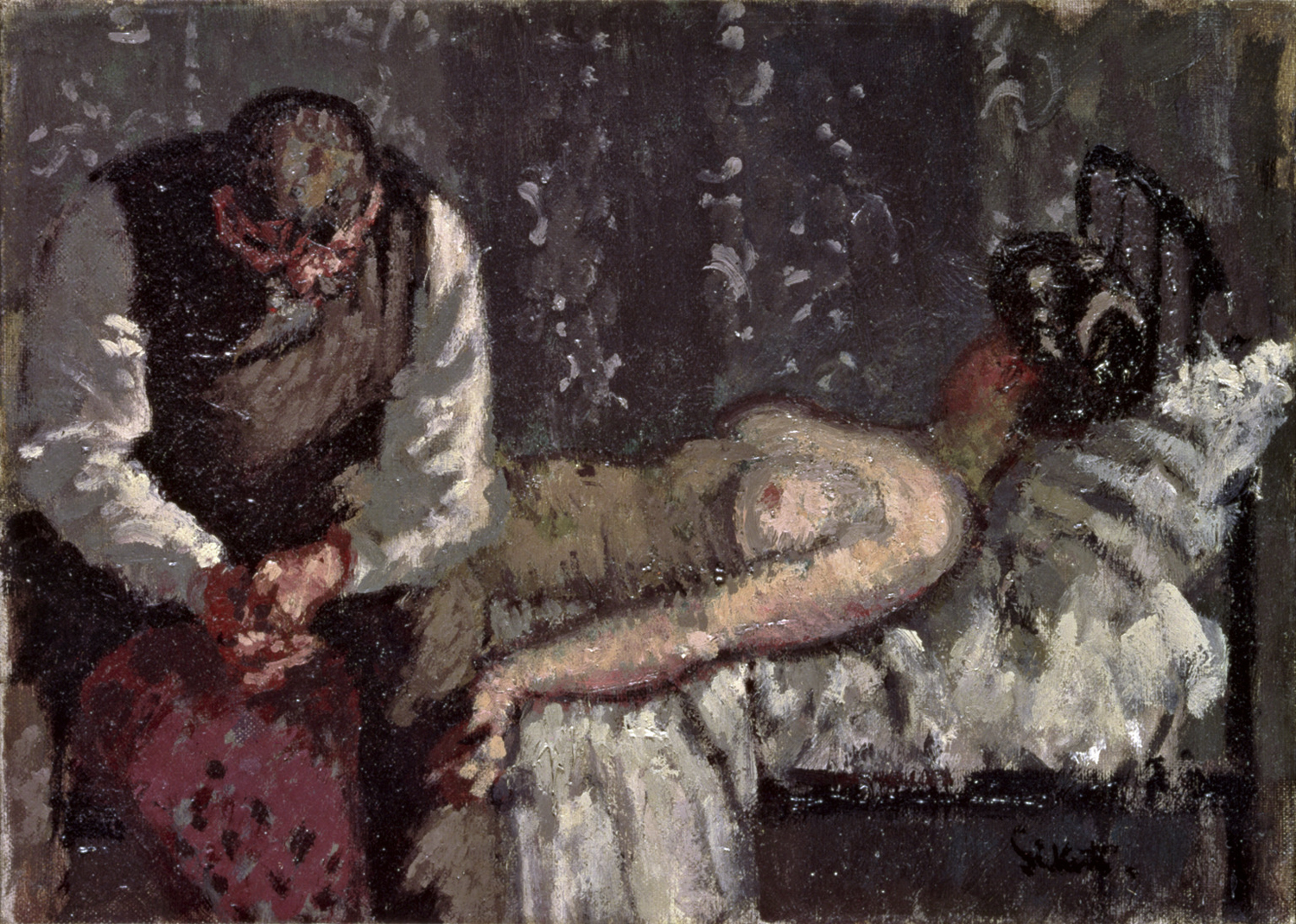
Walter Sickert (1860 – 1942) – Membru al grupului artistic Camden Town Group — The Camden Town Murder, intitulată inițial, What Shall We Do for the Rent? – realizată în 1908

### Evenimente artistice oriunde
- 20 ianuarie – Colecționarul, curatorul și iubitorul de arte vizuale, irlandezul Hugh Lane (1875 – 1915), deschide la Dublin City Gallery, prima expoziție permanentă axată strict pe artă modernă.
- februarie – Școala Ashcan (în original, Ashcan School) sau Cei opt ("the Eight") prezintă prima și unica lor expoziție, deschisă la Macbeth Gallery, în New York City.
- 20 martie – 2 mai — Salon des Indépendants, în Paris utilizează și impune termenul de cubism (cubisme).
- mai – Sergey Prokudin-Gorsky produce fotografia color a portretului lui Lev Tolstoi.

## Galerie (lucrări din 1908)

Lucrări reprezentative
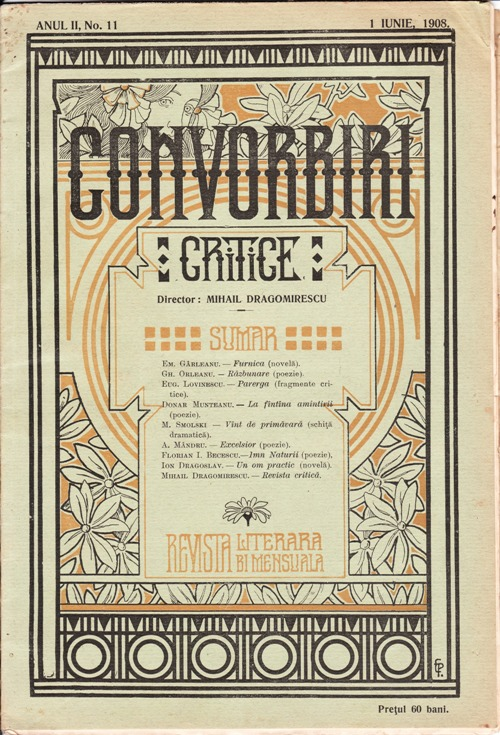
1908 — Coperta revistei Convorbiri Critice, 1 iunie 1908, realizată în stilul artistic Art Nouveau
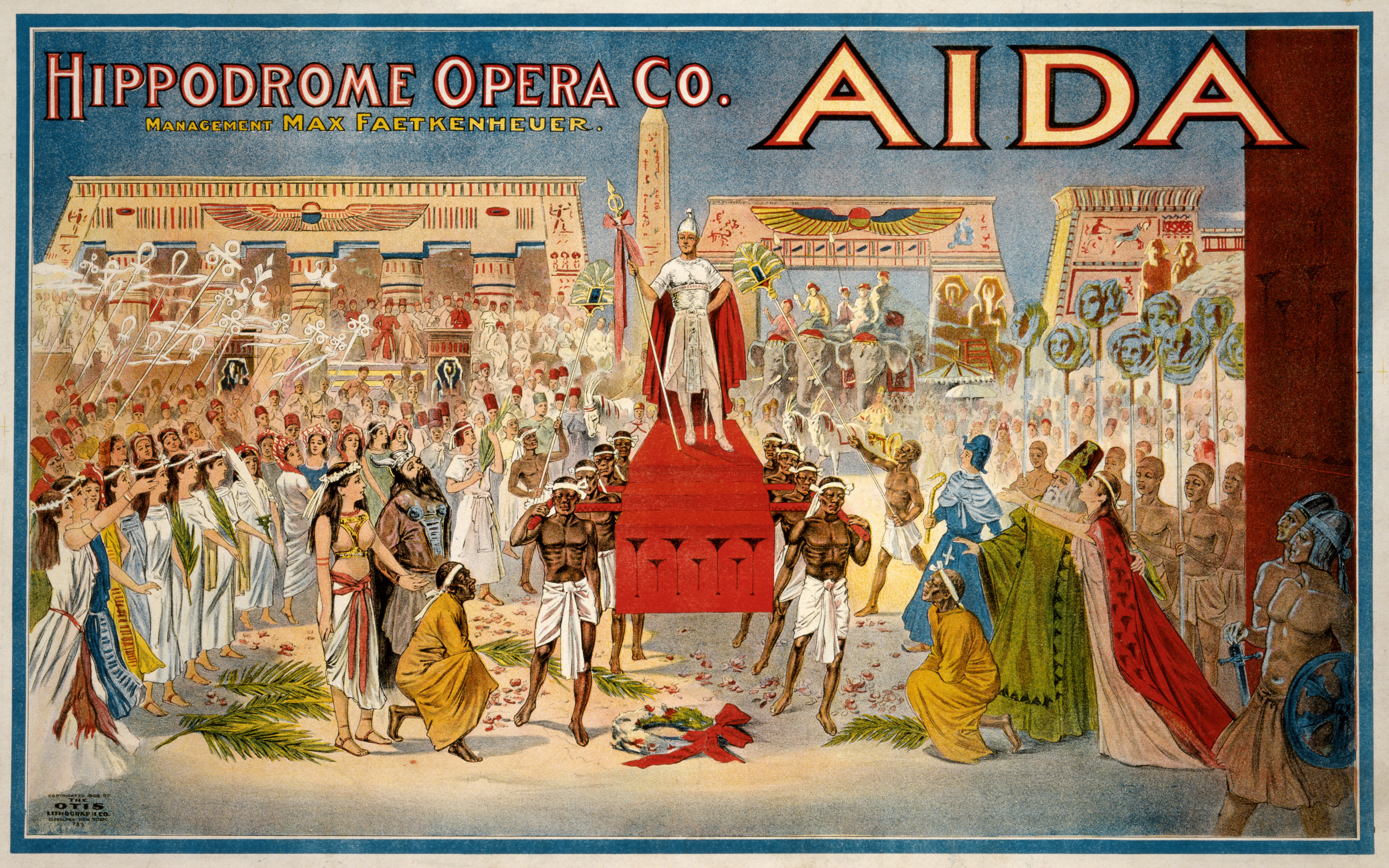
1908 — Poster Aida de Giuseppe Verdi
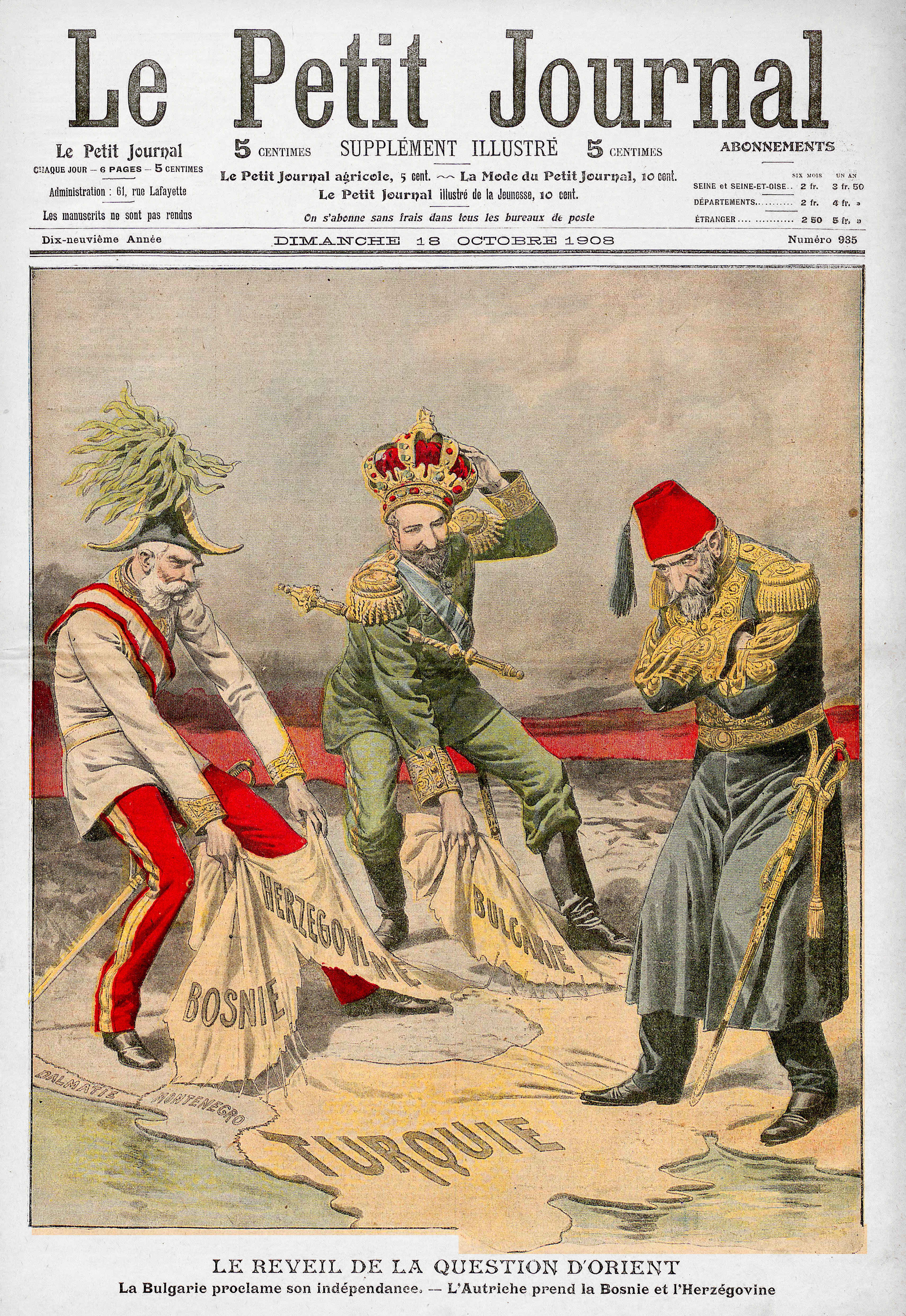
1908 — Le Petit Journal Balkan Crisis (1908)
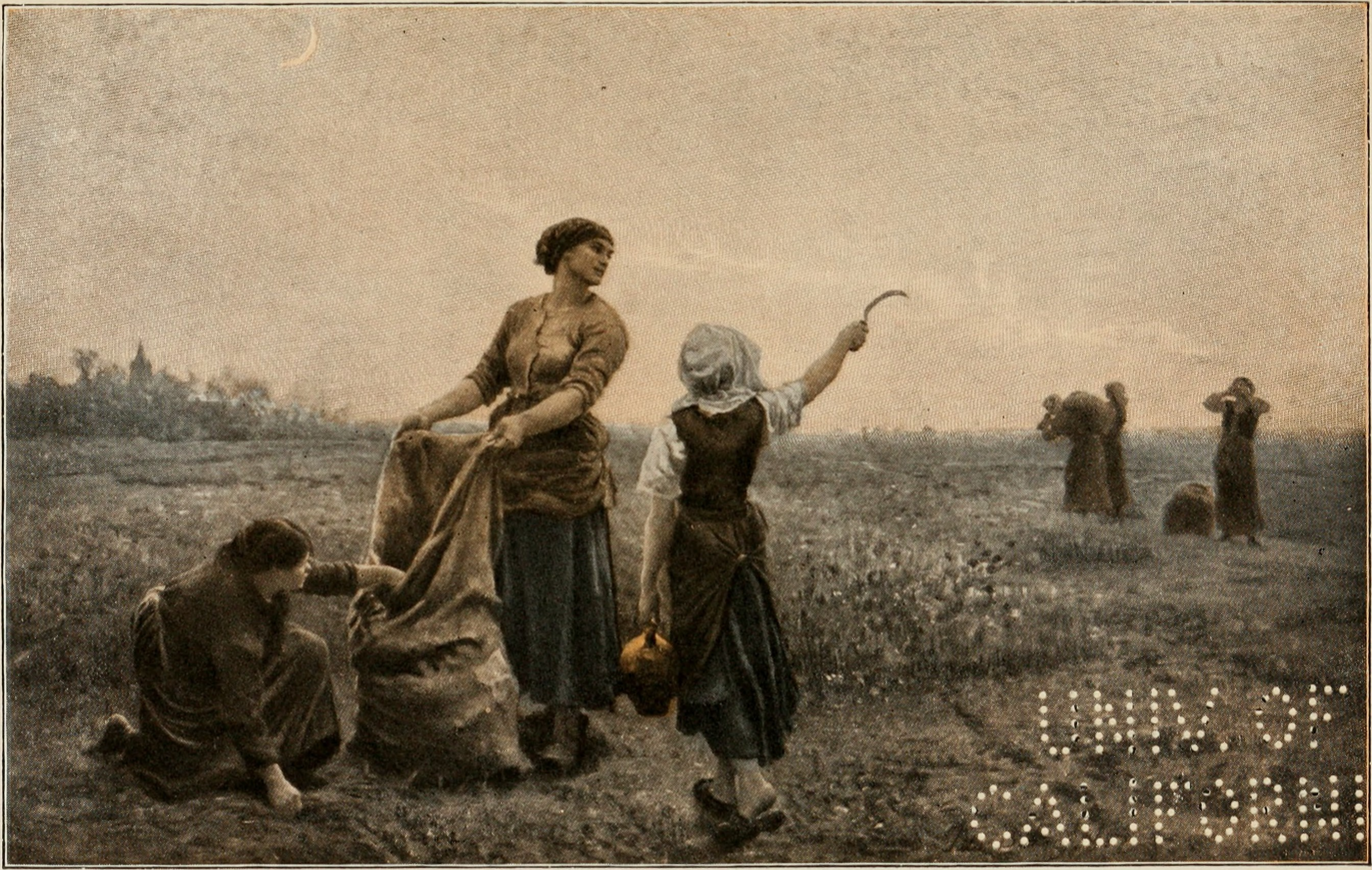
1908 —  Edmund von Mach, (1870 - 1927)
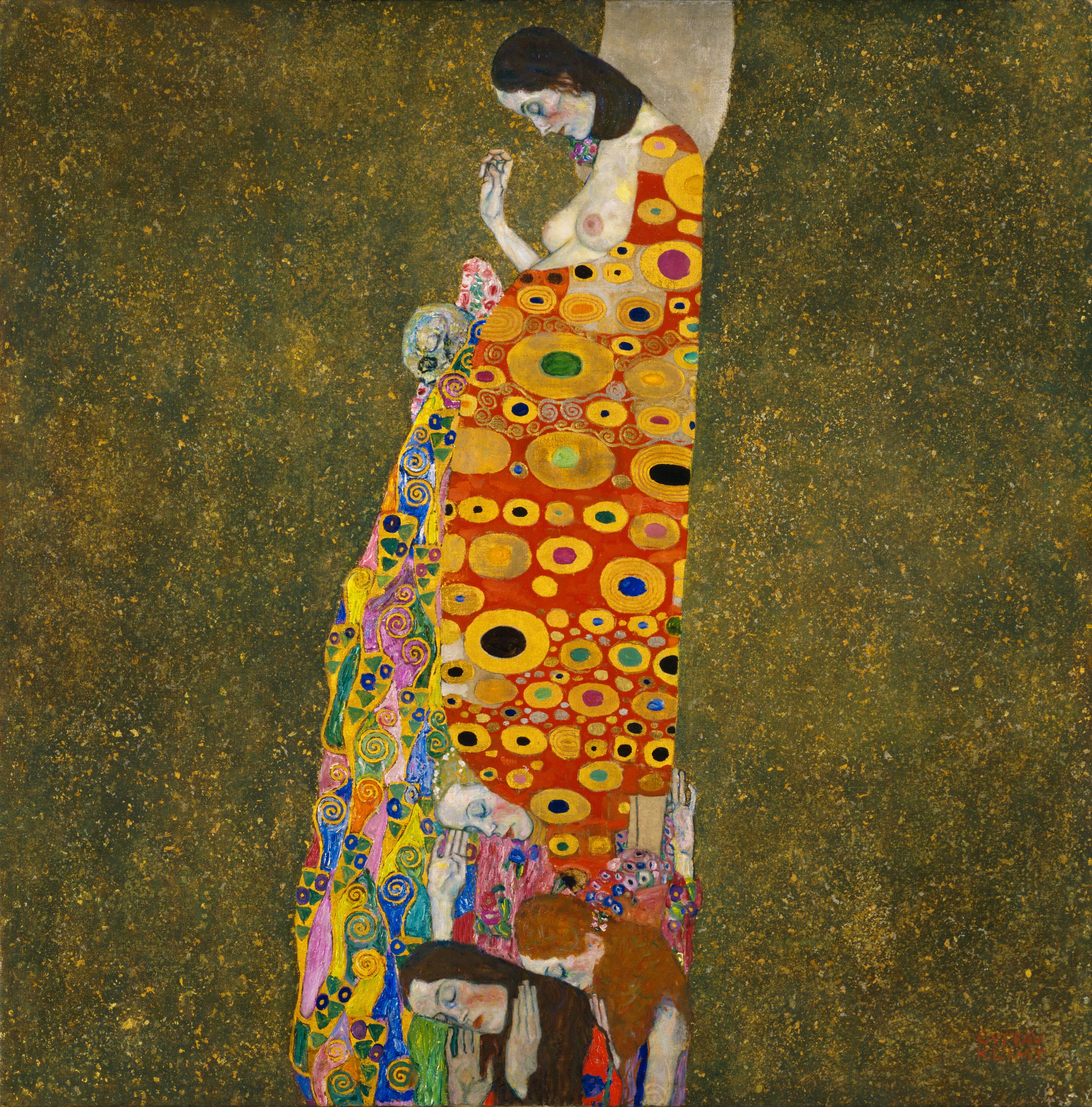
(1907 - 1908) — Gustav Klimt - Hope, II - Google Art Project
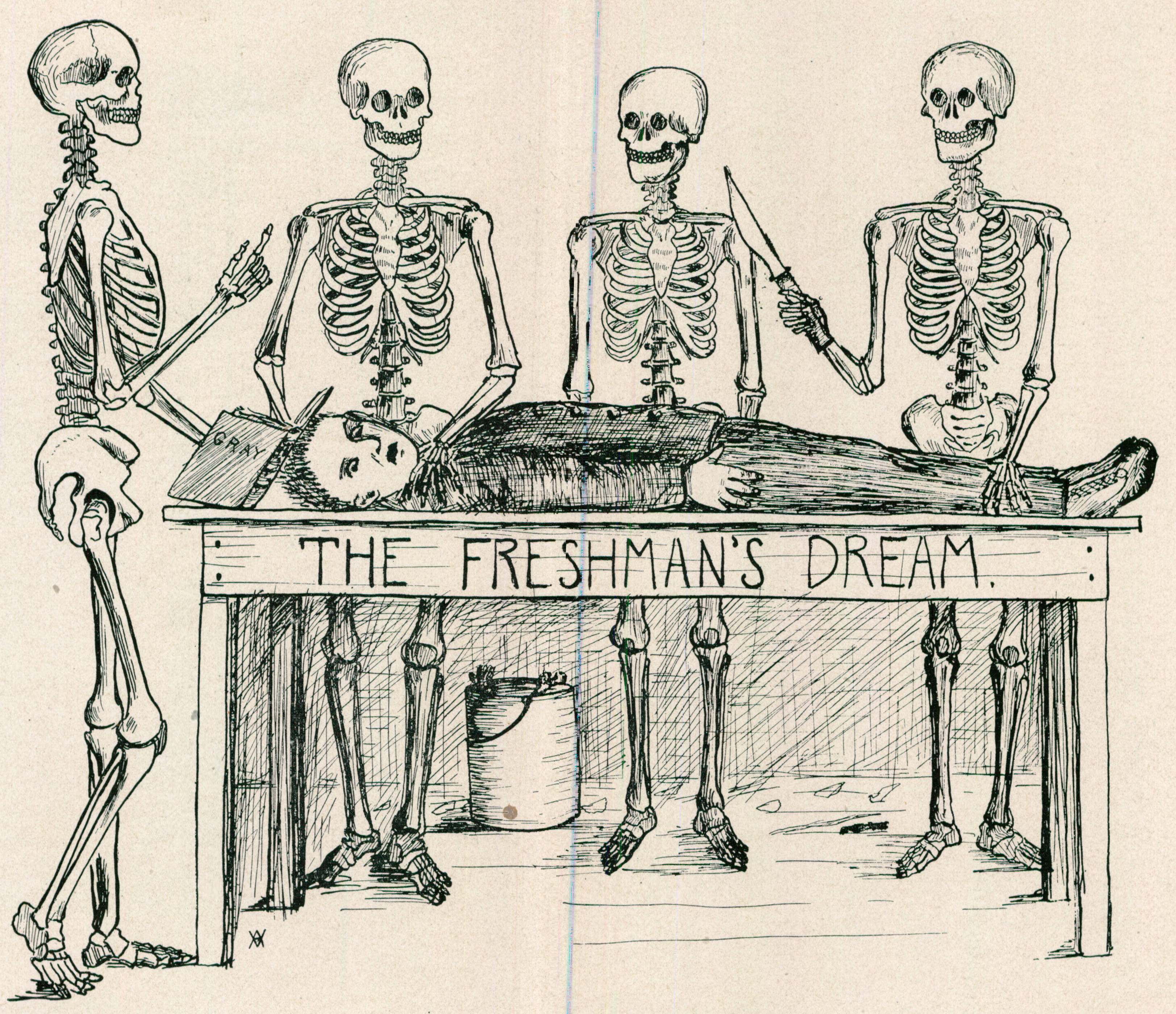
1908 — Visul novicelui - schelete în artă (în engleză "The Freshman's Dream," skeletons in art), din revista El Rodeo - El Rodeo (1908) - El Rodeo, vol. 2 (1908), locul publicării versiunii originare: Los Angeles, statul  California — (Coverage date: 1907/1908)
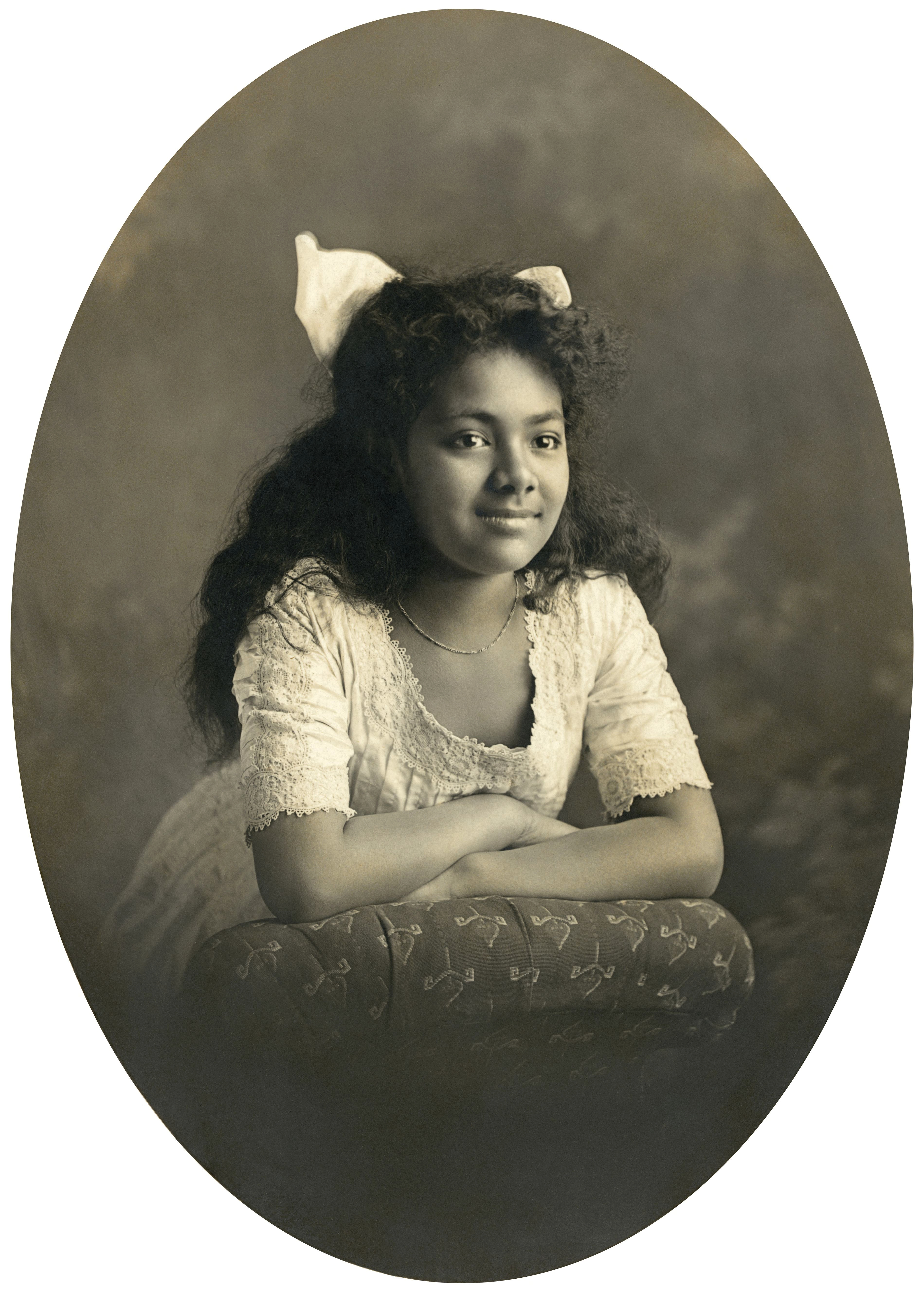
1908 — Regina statului Tonga, Salote Tupou III (n. Sālote Mafileʻo Pilolevu; 1900 – 1965 a fost regina statului insular (171 de insule) Tonga din 1918 până la moartea sa din 1965) — Aici este fotografiată, copil fiind, în 1908
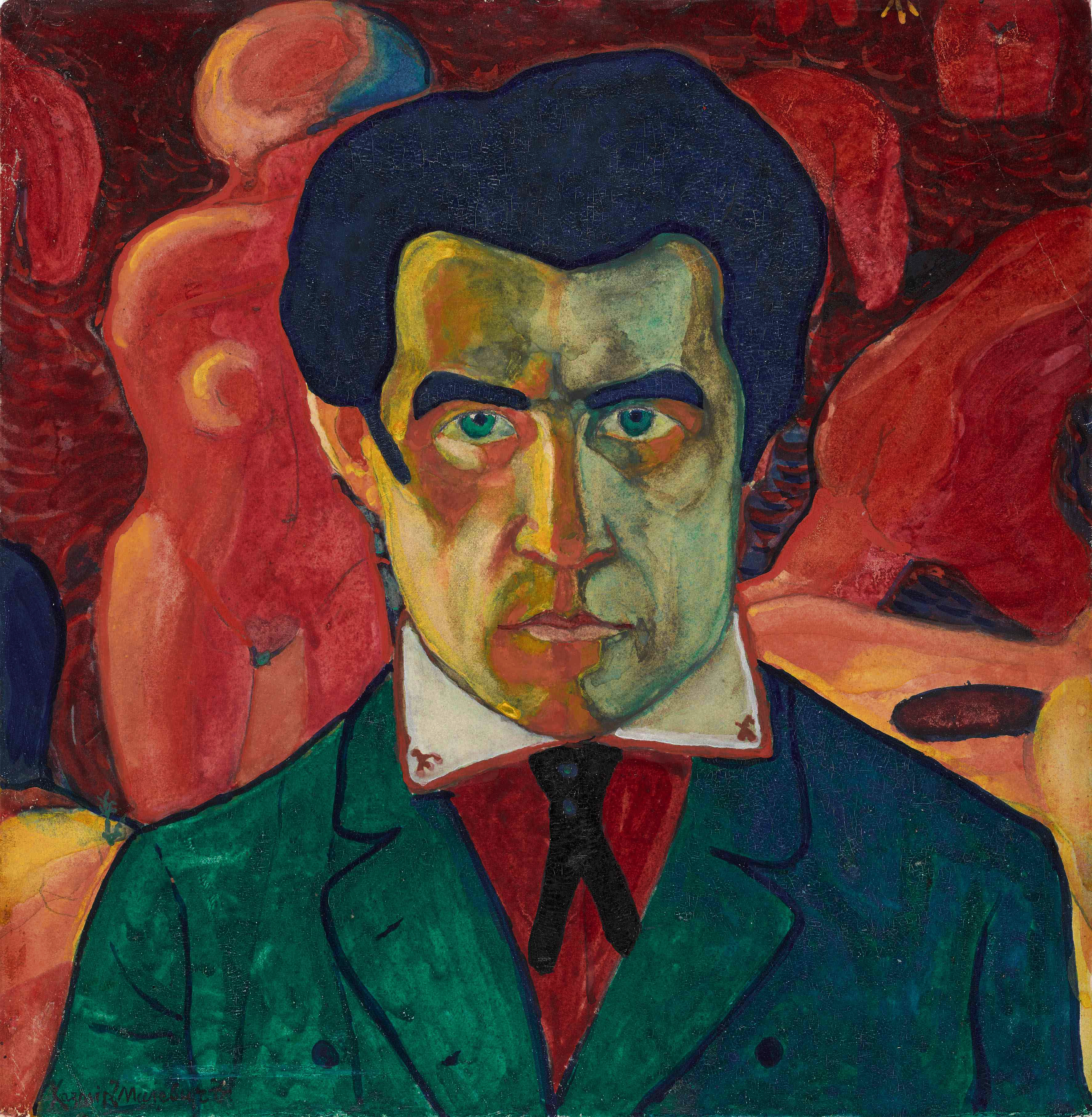
1908 — Autoportret al lui Kazimir Malevici (nedatat, probabil 1908 ori 1910 - 1911) — Kazimir Malevich (1879 – 1935)
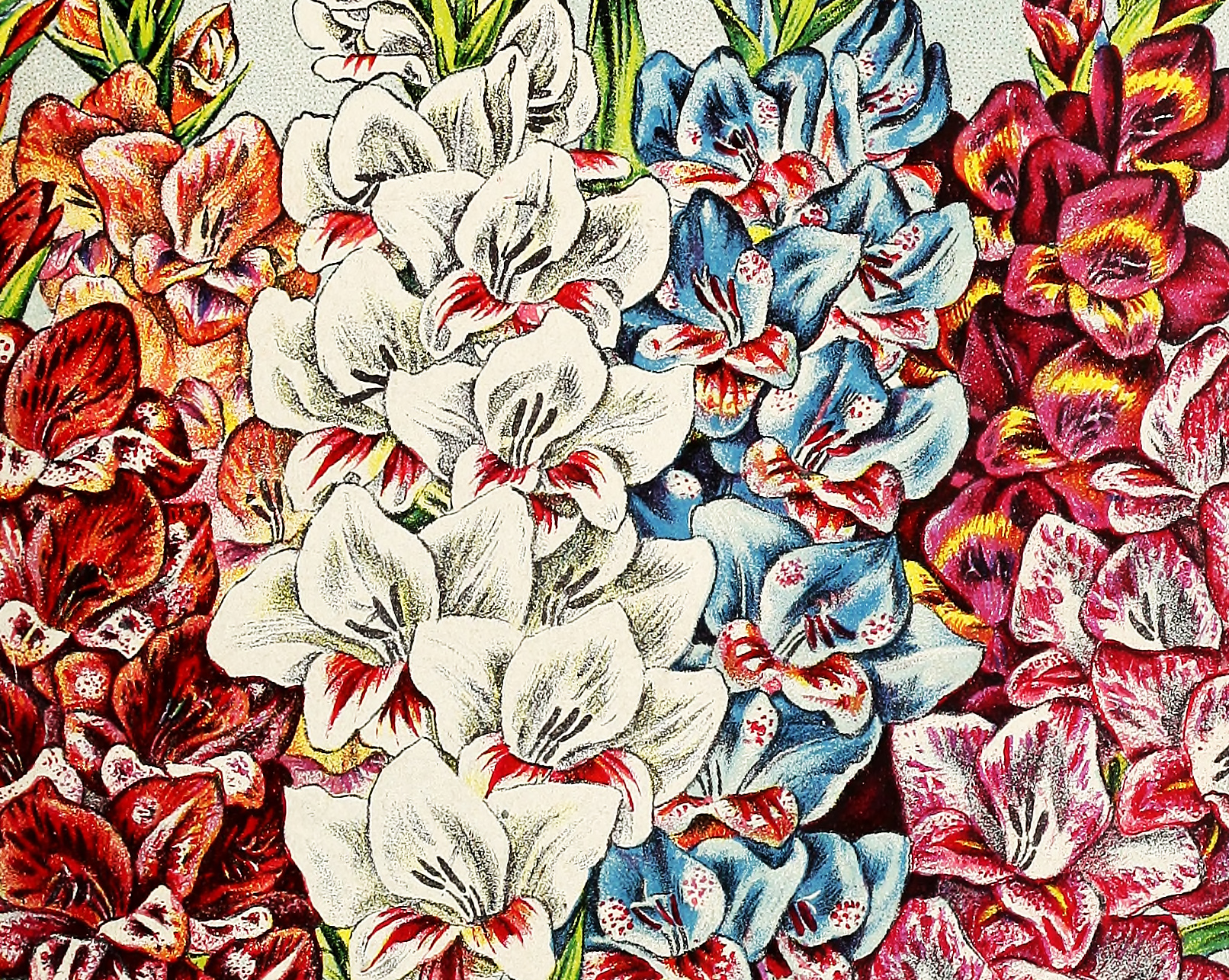
1908 — Detaliu de artă – (în engleză New Gladiolus Childsi), de pe coperta din 1908 a revistei Childs' - Flori, vegetale și fructe rare (în engleză Childs' rare flowers, vegetables, and fruits)